# Rivera
Rivera là một khu tự quản thuộc tỉnh Huila, Colombia. Thủ phủ của khu tự quản Rivera đóng tại Rivera Khu tự quản Rivera có diện tích 435 ki lô mét vuông. Đến thời điểm ngày 28 tháng 5 năm 2005, khu tự quản Rivera có dân số 12844 người.